# Rina Aizawa
Rina Aizawa (逢沢 りな Aizawa Rina?) (Tokio, Japón; 28 de julio de 1991) es una actriz y gravure idol japonesa firmada por Box Corporation.

## Carrera
Debutó en 2008 en la serie tokusatsu de TV Asahi, Engine Sentai Go-onger, como Saki Rōyama/Go-on Yellow.
Rina ocupa el puesto 249 entre 422001 personas según la página de Oricon Style.
Fue seleccionada para ser la gerente de apoyo del 87° Torneo de fútbol de escuelas secundarias de Japón. Las mánagers anteriores eran ídols como Maki Horikita, Yui Aragaki y Kie Kitano.

## Filmografía

### Películas
| Año  | Fecha               | Título                                                     | Rol                      |
| ---- | ------------------- | ---------------------------------------------------------- | ------------------------ |
| 2008 | 9 de agosto de 2008 | Engine Sentai Go-onger: Boom Boom! Bang Bang! GekijōBang!! | Saki Rōyama/Go-On Yellow |
| 2009 | 24 de enero         | Engine Sentai Go-onger vs. Gekiranger                      | Saki Rōyama/Go-On Yellow |
| 2009 | 24 de noviembre     | Battle of Demons                                           | Kanna Asagiri            |
| 2010 | 30 de enero         | Samurai Sentai Shinkenger vs. Go-onger: Ginmaku Bang!!     | Saki Rōyama/Go-On Yellow |
| 2011 | 1 de abril          | High School Debut                                          | Asami Komiyama           |
| 2011 | 11 de junio         | Gōkaiger Goseiger Super Sentai 199 Hero Great Battle       | Saki Rōyama/Go-On Yellow |
| 2011 | 6 de agosto         | Kaizoku Sentai Gōkaiger the Movie: The Flying Ghost Ship   | Saki Rōyama/Go-On Yellow |
| 2018 | 1 de junio          | 50 First Kisses                                            |                          |
| 2018 | 26 de septiembre    | Engine Sentai Go-onger: 10 Years Grand Prix                | Saki Rōyama/Go-On Yellow |

### Televisión Drama
| Año  | Título                 | Rol                      | Episodio        |
| ---- | ---------------------- | ------------------------ | --------------- |
| 2008 | Engine Sentai Go-onger | Saki Rōyama/Go-On Yellow |                 |
| 2009 | Honcho Azumi           | Sayaka Takazawa          | Episodio 11     |
| 2009 | Tenchijin              | Omatsu                   | Episodios 39-44 |
| 2009 | I am GHOST             | Kana                     |                 |
| 2010 |                        |                          |                 |